# John Tallis
Pour les articles homonymes, voir Tallis (homonymie).

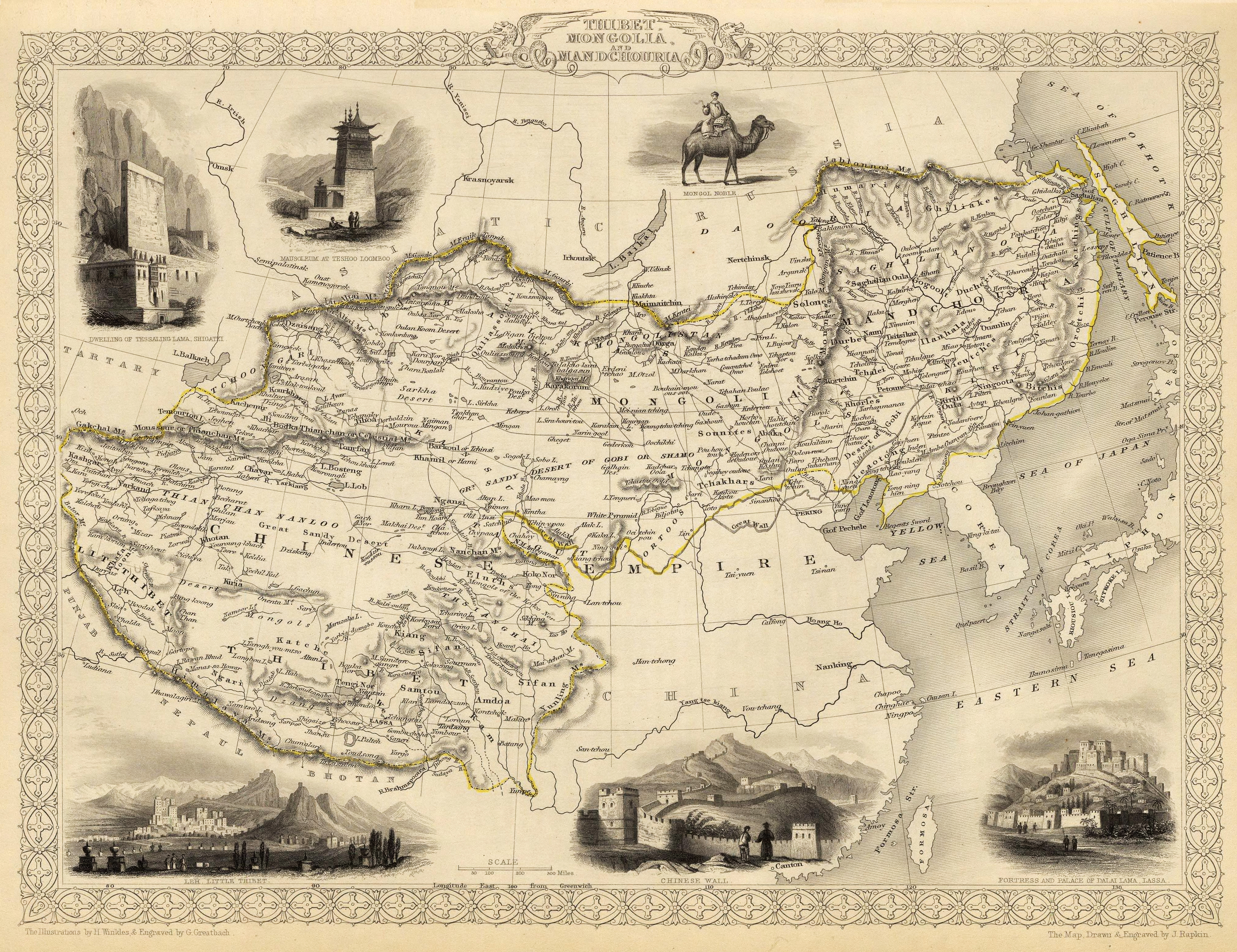
Carte de la Tartarie chinoise, au sein de l'Empire chinois en 1851, par John Tallis

John Tallis, né le 7 novembre 1817 et décédé le 3 juin 1876, est un éditeur cartographique britannique.

## Biographie
John Tallis, né le 7 novembre 1817 à Stourbridge.

## Publications
- John Tallis et J G Strutt, History and Description of the Crystal Palace, Volume 2 : and the Exhibition of the World’s Industry in 1851, Cambridge, Cambridge University Press, coll. « Cambridge library collection. British and Irish History, 19th Century », 1854 (OCLC 967396046)